# Gjern Herred
Gjern Herred var et herred i Skanderborg Amt. Herredet hed i Kong Valdemars Jordebog Giærnæhæreth hørte i middelalderen til Åbosyssel, var en tid under Skanderborg Len og fra 1660 til Skanderborg Amt og en tid i et Silkeborg Amt. 
Gjern Herred grænser mod øst til 
Sabro- og Framlev Herred , mod syd til Hjelmslev- , Tyrsting- og Vrads Herreder, fra hvilke det skilles ved
Ravnsø, Knudsø og
Himmelbjergsøerne med Gudenå, og mod vest og nord af
Viborg Amt (Hids-, Lysgård- og Houlbjerg Herreder);
også vestgrænsen dannes af Gudenå.

## Sogne i Gjern Herred
- Alling Sogn – Ry Kommune
- Dallerup Sogn – Gjern Kommune
- Gjern Sogn – Gjern Kommune
- Hammel Sogn – Hammel Kommune
- Linå Sogn – Silkeborg Kommune
- Låsby Sogn – Ry Kommune
- Mariehøj Sogn – Silkeborg Kommune (Ej vist på kort)
- Røgen Sogn – Hammel Kommune
- Sejs-Svejbæk Sogn – Silkeborg Kommune (Ej vist på kort)
- Silkeborg Sogn – Silkeborg Kommune
- Skannerup Sogn – Gjern Kommune
- Skorup Sogn – Gjern Kommune
- Sporup Sogn – Hammel Kommune
- Søby Sogn – Hammel Kommune
- Tulstrup Sogn – Ry Kommune
- Tvilum Sogn – Gjern Kommune
- Voel Sogn – Gjern Kommune
- Voldby Sogn – Hammel Kommune

## Eksterne kilder og henvisninger
- Gjern Herred i J.P. Trap: Kongeriget Danmark, udarbejdet af H. Weitemeyer (3. udgave, 5. bind, 1906)

56°10′10.7″N 9°40′52.89″Ø / 56.169639°N 9.6813583°Ø